# Chalybion walteri
Chalybion walteri är en biart som först beskrevs av Franz Friedrich Kohl 1889.
Chalybion walteri ingår i släktet Chalybion och familjen grävsteklar. Inga underarter finns listade i Catalogue of Life.